# 亚琛城市区
亚琛城市区（德語：Städteregion Aachen）是北莱茵-威斯特法伦州西部的一个县级特殊地方联合体，于2009年10月21日由亚琛县和亚琛市合并而成。

## 地理
亚琛城市区北面与海因斯贝格县，东面与迪伦县，东南面与奥伊斯基兴县，西面及西南面与比利时列日省，西北面与荷兰林堡省相邻。